# Световна организация по карате
Световна организация по карате „Шин киокушин кай“ е спортна организация по развитие на стила киокушин в каратето. Тя е една от наследилите разделената Международна организация по карате, т.нар. Международна организация по карате 2 (IKO2) или Международна организация по карате с президент Кенджи Мидори. Изградена е на непрофесионална основа и се ръководи от президент Кенджи Мидори. Според нея тя напълно следва идеите на създателя на стила, Масутацу Ояма.
През 2003 г. се отказва от спора за титлата Международна, приемайки новата титла Световна организация по карате (World Karate Organization) и името е променено на „Шин киокушин кай“ (Shin kyokushin kai). Емблемите и йероглифа също са сменени.
В нея членуват над 100 държави от целия свят. Световните първенства се организират на всеки четири години в отворена категория (без категории).